# エレトリア学派
エレトリア学派（エレトリアがくは、英語：Eretrian School）は、元々はエリス学派（エリスがくは、英語：School of Elis）と言い、紀元前4世紀エリスのパイドンが設立した哲学の学派。小ソクラテス学派の一つ。後にパイドンの弟子メネデモスによってエリスからエレトリアに場所を移した。紀元前3世紀、メモデネスの時代が終わると滅びてしまい、その教義についてはほとんど分かっていない。
パイドンはソクラテスの弟子だった人物で、プラトンの対話篇『パイドン』にその名を残しているが、その対話からパイドンの教義を推論することは不可能である。一方、メモデネスはパイドンの弟子になる前は、メガラ学派のスティルポンの弟子だった。それで後世、エレトリア学派の意見はメガラ学派の意見と関連づけられることが多かった。エレトリア学派のメモデネスの友人・同僚にはプレイウスのアスクレピアデス（Asclepiades of Phlius）がいた。
メガラ学派同様、エリス/エレトリア学派も「善」の特性を信じ、徳が複数あることや、善と真理の間に差異があることを否定したようである。キケロによると、エリス/エレトリア学派は心の中と、真理が識別したものによる心の鋭さの中に、すべての善を位置づけたという。また、エリス/エレトリア学派は、真理は否定命題で推論できず、肯定命題や単純命題によってのみできるとしたという。